# حجل شريطي الظهر
حجل شريطي الظهر (الإسم العلمي:Arborophila brunneopectus)، هو نوع من الطيور يتبع جنس حجلان التلال من أسرة الحجلاوات ضمن فصيلة التدرجية من رتبة الدجاجيات.